# Генрих Молодой Король
Генрих Молодой Король (англ. Henry the Young King; 28 февраля 1155 — 11 июня 1183) — герцог Нормандский с 1160 года (номинально), граф Анжуйский и Мэнский с 1169 года (номинально), номинальный король Англии с 1170 года. Второй из пяти сыновей Генриха II Английского и Алиеоноры Аквитанской.

## Биография
Коронация его отца, Генриха II, — представителя новой английской династии Плантагенетов, и матери, Алиеноры Аквитанской, происходила 19 декабря 1154 года, когда последняя была на седьмом месяце беременности. Генрих родился 28 февраля 1155 года.
В 1155 году Генрих II собрал вассалов королевства для принесения клятвы верности, которую они принесли также двум малолетним сыновьям короля, новорожденному Генриху и его старшему брату двухлетнему Вильгельму. Слабый здоровьем Вильгельм умер в 1156 году.
Весной 1158 года Генрих II прислал в Париж блестящее посольство своего канцлера Томаса Бекета с целью на примирения с французским королём. Людовик VII, сам искавший мира с возникшей Анжуйской Англо-Нормандской державой, был сговорчив. В августе того же года короли встретились в Вексене в районе Жизора и согласовали окончательные условия мира, который включал обручение трёхлетнего Генриха и новорожденной дочери Людовика Маргариты.
Людовик VII давал за дочерью богатое приданое — земли и замки Нормандского Вексена, включая почти неприступный Жизор. Нормандский Вексен был уступлен Людовику в 1144 году отцом Генриха II Годфридом Красивым, когда тот завоевал Нормандию и нуждался в признании его нормандским герцогом.
До совершения брака замки Нормандского Вексена заняли тамплиеры, явившиеся посредниками и гарантами договора между английским и французскими королями.
Согласие между королями было испорчено уже в следующем 1159 году, когда Генрих II попытался реализовать наследственные претензии Алиеноры Аквитанской на графство Тулузы. Людовик VII лично прибыл на помощь своему вассалу Раймунду V Тулузскому. Генрих не решился дальше вести войну лично против своего формального сюзерена, удовлетворившись переходом в состав Аквитании области Керси.
В 1160 году при родах скончалась мать Маргариты, Констанция Кастильская. Людовик, не выдержав траура, уже через неделю объявил о женитьбе на Адели Шампанской. Генрих II был крайне недоволен предстоящим браком с представительницей издавна враждебного анжуйцам семейства Блуа-Шампань, воспользовался политической ситуацией папского раскола и в обмен на свою поддержку папы Александра III, получил от того беспрецедентное разрешение на брак малолетних Генриха Молодого и Маргариты. Брак был совершён в Ле Нёбуре 2 ноября 1160 года архиепископом Гуго Руанским в присутствии двух папских легатов — Генриха Пизанского и Вильгельма Павианского. Тамплиеры покинули замки Вексена, передав эту стратегически важную территорию во владение и управление английского короля.
Воспитанник Томаса Бекета, Генрих, был коронован 14 июля 1170 года в возрасте 15 лет при жизни отца, однако никогда не правил самостоятельно и обычно не включается в число монархов Англии. Существует легенда о том, что на банкете, посвящённом коронации Генриха, его отец прислуживал ему и заметил, что это редкая честь, когда тебе прислуживает сам король. На это младший Генрих ответил, что сыну графа пристало прислуживать сыну короля.
Ему было дано прозвище «Генрих Молодой Король», чтобы отличать его от отца. Он рассорился с отцом и заключил союз с матерью, Алиеонорой Аквитанской, и братьями, вместе с которыми пытался в затяжной гражданской войне 1173—1174 годов получить полноценную власть во французских владениях Плантагенетов.
Говорят, что когда Генрих Молодой умер от дизентерии в возрасте 28 лет в разгар второго восстания, Генрих II сказал по поводу смерти сына: «Он дорого мне обошёлся, но как бы я хотел, чтобы он обошёлся мне ещё дороже, оставшись жить!»
Генрих Молодой не особенно интересовался ежедневными заботами правителя или тонкостями военного искусства, предпочитая проводить большую часть своего времени на турнирах или же вмешиваясь в личные дела братьев.

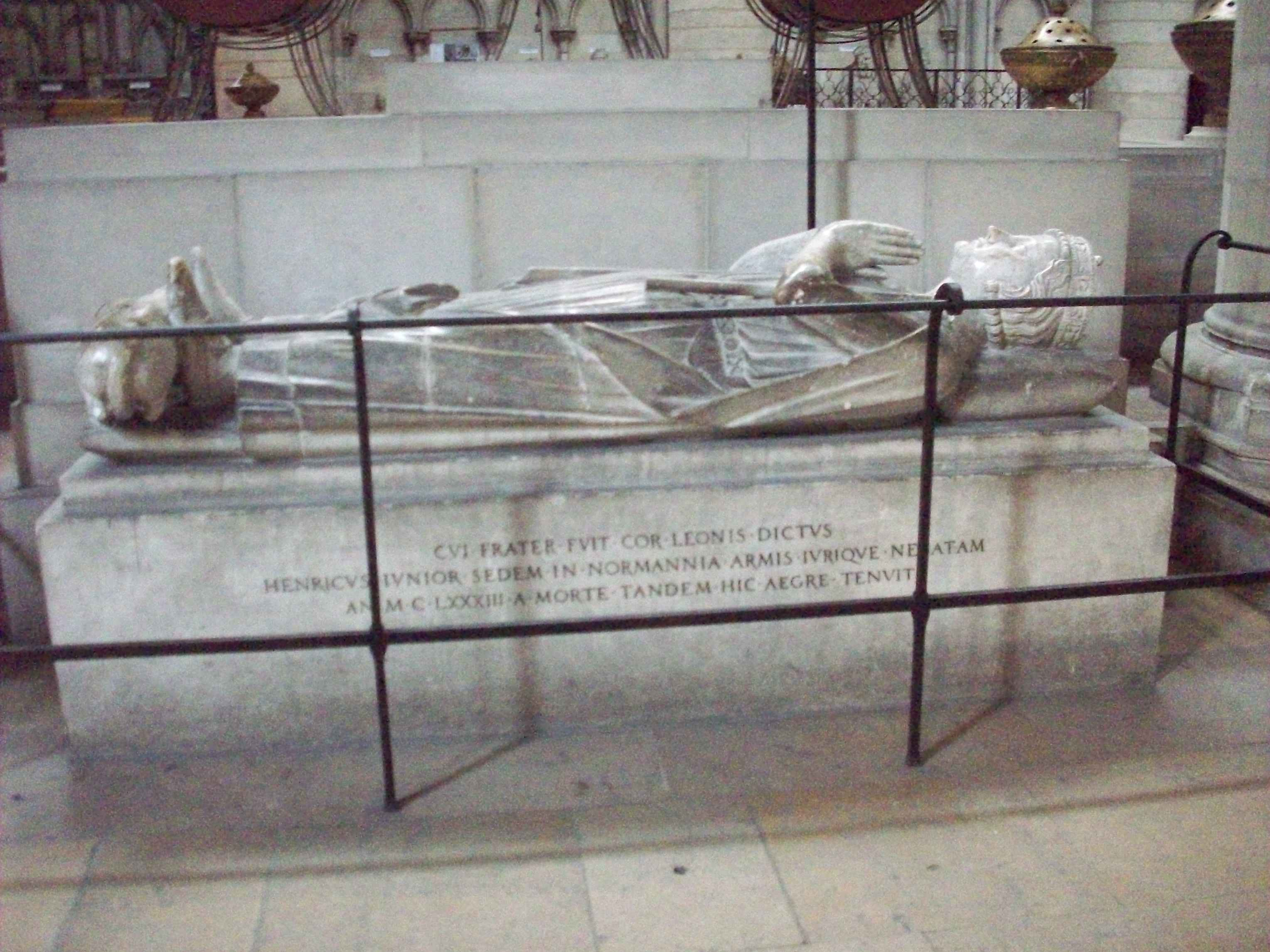
Гробница Генриха Молодого в Руанском соборе

Британский историк У. Л. Уоррен писал о нём: «Молодой Генрих был единственным из своей семьи, кто был популярен в свои дни. С другой стороны, верно, что в то же время он был единственным, кто не продемонстрировал ни малейших признаков политической проницательности, полководческого таланта и даже просто ума…». В более поздней книге Уоррен развил мысль дальше: «Он был великодушен, милосерден, учтив и обходителен, воплощение щедрости и благородства. Он также был глуп, тщеславен, легкомысленен, пустоголов, некомпетентен, недальновиден и безответственен».
Он был женат (с 1172 года) на Маргарите Французской, дочери короля Людовика VII, от которой родился сын Джон (Уильям) (1177), скончавшийся в младенчестве. Младшие братья Генриха Ричард Львиное Сердце и Иоанн Безземельный впоследствии стали королями.

## В литературе
Неоднократно упоминается в сирвентах и планах (плачах) виконта-трубадура Бертрана де Борна, Гираута де Калансона и в «Жизнеописании Гильема ле Марешаля» трувера Жана, а также в Новеллино (около 1285 г.) как «Молодой Король».
В современной литературе — в книге Э. Чедвик «Величайший рыцарь», Элисон Уэйр «Пленная королева».